# 斯塔凡·奥尔松

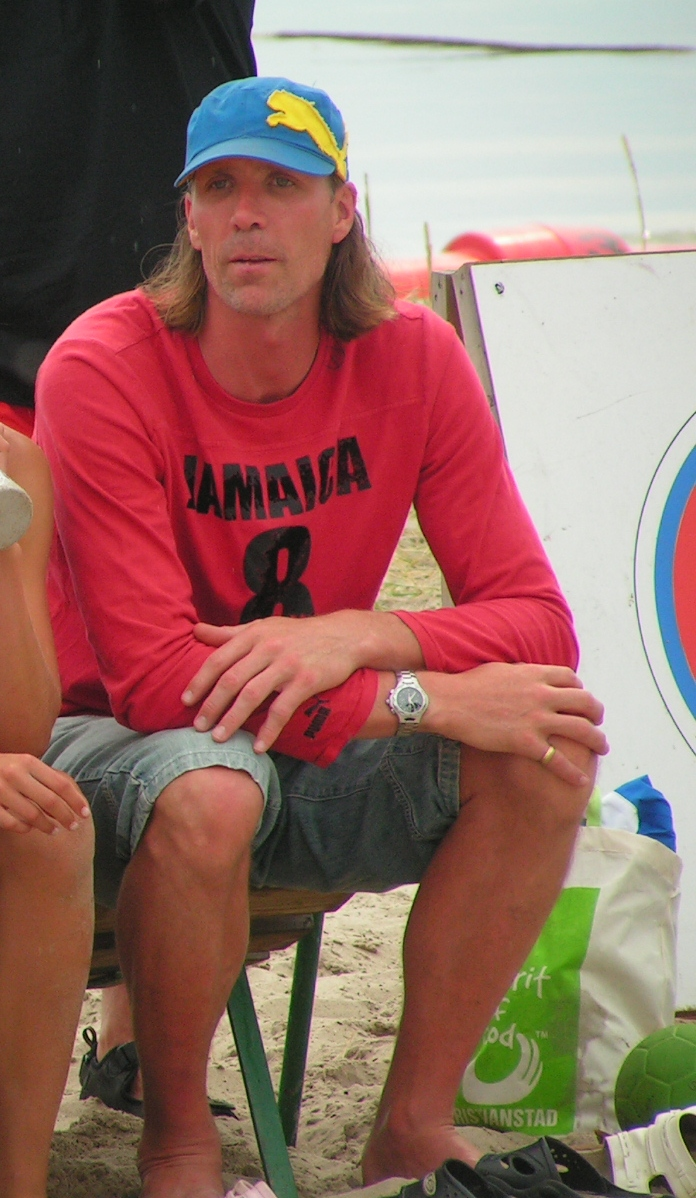
Staffan Olsson

斯塔凡·奥尔松（瑞典語：Staffan Olsson，1964年3月26日—），瑞典男子手球运动员。他曾代表瑞典参加1988年、1992年、1996年和2000年夏季奥林匹克运动会手球比赛，共获得三枚银牌。